# 최영도 (배우)
최영도(1976년 ~ )는 대한민국의 배우이다.

## 이력
1995년 연극배우로 첫 데뷔하였다.

## 출연작

### 영화
- 《임금님의 사건수첩》 (2017년) - 대신 1 역
- 《아티스트: 다시 태어나다》 (2017년) - SHOW관장 역
- 《더 킹》 (2017년) - 사고남 역
- 《순정》 (2016년) - 장정 1 역
- 《좋아해줘》 (2016년) - 김 대표 역
- 《검사외전 》 (2016년) - 절도재소자 역
- 《무뢰한》 (2015년) - 김호길 역
- 《간신》 (2015년) - 능주 백성 역
- 《군도: 민란의 시대》 (2014년) - 백성 2 역
- 《혈투》 (2011년) - 아전 2 역
- 《내 남자의 순이》 (2011년) - 일광 역
- 《사냥꾼들》 (2006년)
- 《폼생폼사》 (2004년)

### 드라마
- 《돼지의 왕》 (2022년, 티빙) - 박 기자 역
- 《징비록》 (2015년, KBS1)
- 《라이어 게임》 (2014년, tvN)
- 《신의 퀴즈 4》 (2014년, OCN) - 오 형사 역
- 《감격시대: 투신의 탄생》 (2014년, KBS2) - 고다마 역
- 《별순검 시즌2》 (2008년, MBC 드라마넷) - 용팔이 역
- 《온에어》 (2008년, SBS) - 섭외 역
- 《별순검 시즌1》 (2007년, MBC 드라마넷) - 용팔이 역

### 연극
- 《거대 강입자가속기의 음모》 (2018년)
- 《작전명:C가왔다》 (2017년)
- 《싸이코패스는 고양이를 죽인다》 (2016년)
- 《이기동 체육관》 (2014년)
- 《본다》 (2012년)
- 《이기동 체육관》 (2012년)
- 《아프리카에서 죽기》 (2011년)
- 《바보 추기경》 (2011년)
- 《페다고지》 (2010년)
- 《하워드 존슨의 살인》 (2009년)
- 《트렁크》 (2008년)
- 《망우리 만복이》 (2007년)
- 《아버지》 (2006년)
- 《훌라후프 돌다》 (2005년)
- 《몽실언니》 (2004년)
- 《동물농장 RED》 (2003년)

### 뮤지컬
- 《왕을 바라다》 (2015년)
- 《수천》 (2005년)

## 수상
- 2006년 제24회 전국연극제 경기도대회 신인연기상